# Konferencja Episkopatu Lesotho
Konferencja Episkopatu Lesotho (ang. Lesotho Catholic Bishops' Conference) – instytucja zrzeszająca biskupów Kościoła katolickiego w Lesotho z siedzibą w Maseru.

## Przewodniczący
- arcybiskup Maseru Alfonso Liguori Morapeli OMI (1972 – 1982)
- biskup Mohale’s Hoek Sebastian Koto Khoarai OMI (1982 – 1987)
- biskup Leribe Paul Khoarai (1987 – 1991)
- biskup Qacha’s Nek Evaristus Thatho Bitsoane (1991 – 1997)
- arcybiskup Maseru Bernard Mohlalisi OMI (1997 – 2002)
- biskup Qacha’s Nek Evaristus Thatho Bitsoane (2002 – 2010)
- arcybiskup Maseru Gerard Tlali Lerotholi OMI (2011 - nadal)